# Eimeria variabilis
Eimeria variabilis is een soort in de taxonomische indeling van de Myzozoa, een stam van microscopische parasitaire dieren. Het organisme komt uit het geslacht Eimeria en behoort tot de familie Eimeriidae. Eimeria variabilis werd in 1921 ontdekt door Reichenow.